# Taraza
Alma Mavis Taraza es un importante personaje de la saga de novelas de ciencia ficción Dune, de Frank Herbert. Aparece en Herejes de Dune. Es una Reverenda Madre de la Bene Gesserit y gran amiga de Darwi Odrade, en cuyo talento como descendiente de la Casa Atreides deposita gran confianza durante los eventos acaecidos en la novela Herejes de Dune.
En Herejes de Dune, Taraza es la Reverenda Madre Superiora de la Bene Gesserit que saca del retiro a un reluctante Bashar Miles Teg para proteger al último ghola de Duncan Idaho. Taraza chantajea al Maestro tleilaxu Waff para descubrir cuanto sepa acerca del nuevo peligro para el Antiguo Imperio que suponen las Honoradas Matres, y también sobre cuáles son los planes de la Bene Tleilax para con el ghola de Idaho. También ratifica que Waff y la Bene Tleilax son secretamente fanáticos religiosos Zensunni, lo que finalmente proporciona a la Bene Geserit una palanca para manipular a los Tleilaxu de acuerdo a sus planes.
Una alianza con los Tleilaxu, la única fuente alternativa de melange del universo gracias a sus tanques axlotl, es esencial en el escenario subsiguiente al plan de Taraza: la destrucción de Arrakis y todos los gusanos de arena, liberando a la humanidad del plan establecido por el poder oracular de Leto II. Pero cuando las Honoradas Matres finalmente atacan el planeta, Taraza muere en el primer ataque, pudiendo transmitir sus Otras Memorias a Odrade antes de que ésta escape al desierto con Sheena a lomos de un gusano. Así, Darwi Odrade se convierte en la nueva Madre Superiora de la Bene Gesserit. 

## Referencia bibliográfica
- Frank Herbert, Herejes de Dune. Ediciones Debolsillo: Barcelona, 2003. ISBN 978-84-9759-731-9